# ベンソン・ブーン
ベンソン・ブーン（Lang-en英語: Benson Boone、2002年6月25日 - ）本名エンソン・ジェームズ・ブーン(Enson James Boone)は、アメリカ合衆国の歌手、ソングライター。

## 生い立ち
2002年6月25日、アメリカ合衆国のワシントン州・モンローに生まれる。10代後半からTikTokで歌唱動画の投稿を開始。
2021年、人気オーディション番組『アメリカン・アイドル（第19シーズン）』に出演し、審査員から歌唱力を高く評価され注目を集めた。
イマジン・ドラゴンズのダン・レイノルズが主宰するナイト・ストリート・レコードと契約し、2021年10月、シングル「ゴーストタウン」でデビュー。
2024年1月に9枚目のシングル「ビューティフル・シングス」をリリース。全米シングルチャート最高2位、世界チャートで1位を記録する大ヒットとなり、一躍世界的アーティストの仲間入りを果たした。

## ディスコグラフィー

### アルバム
- 「Fireworks & Rollerblades」（2024年）
- 「American Heart」（2025年）

### シングル
- 「Ghost Town」（2021年）
- 「Room for 2」（2022年）
- 「In the Stars」（2022年）
- 「Better Alone」（2022年）
- 「Before You」（2022年）
- 「Sugar Sweet」（2023年）
- 「What Was」（2023年）
- 「To Love Someone」（2023年）
- 「Beautiful Things」（2024年）
- 「Slow It Down」（2024年）
- 「Pretty Slowly」（2024年）
- 「Sorry I’m Here For Someone Else」（2025年）